# Al-Orobah FC
Der al-Orobah Football Club (arabisch نادي العروبة, DMG Nādī l-ʿUrūba) ist ein saudi-arabischer Fußballverein mit Sitz in Sakaka, der Provinzhauptstadt von al-Dschauf.

## Geschichte

### Gründung und erstmaliger Aufstieg ins Unterhaus
Der Klub wurde im Jahr 1975 gegründet und spielt seit 1988 auch in seinem eigenen Stadion. Erstmals in Aufzeichnungen von Turnieren taucht die Mannschaft im Sechzehntel-Finale des King Cups auf. Ab der Spielzeit 1981/82 taucht der Klub öfter in den Ergebnissen des Pokals auf.
Zur Saison 1999/2000 stieg Orobah in die zweite Spielklasse des Landes auf und schloss die Spielzeit mit 22 Punkten auf dem sechsten Platz ab. In der Saison 2001/02 errang man mit 5 Punkten den 10. und letzten Platz, dennoch stiegen sie nicht ab. Anders jedoch in der Folgesaison, wobei man mit neun Punkten erneut auf dem letzten Platz stand. In der nun dritten Liga konnte sich die Mannschaft zuerst im unteren Mittelfeld positionieren. Nach immer besser werdenden Platzierungen schloss man die Spielzeit 2007/08 mit 42 Punkten als Erster ab und stieg damit wieder auf.

### Von der dritten in die erste Liga
Bereits nach einer Saison musste man mit 21 Punkten über den 13. Platz wieder runter. Nach der Spielzeit 2009/10 durften vier Mannschaften aufsteigen. Mit 43 Punkten platzierte sich Orobah auf dem fünften Platz und durfte an einer Playoff-Runde um den Aufstieg teilnehmen. Gegen al-Nahda konnte man sich nach einer 2:3-Niederlage im Hinspiel mit 3:0 im Rückspiel durchsetzen und stieg direkt wieder auf. In der Spielzeit 2012/13 gelang mit 59 Punkten der erste Platz und der Aufstieg ins saudische Oberhaus.

### Jahre in der ersten Liga und Absturz
In der obersten Spielklasse platzierte man sich mit 29 Punkten auf dem achten Platz. Mit 17 Punkten beendete der Club die Spielzeit 2014/15 als Tabellenschlusslicht. In den folgenden Jahren verpasste man immer um ein paar Punkte eine Aufstiegsplatzierung. Die Saison 2018/19 endete mit 26 Punkten auf dem 20 und letzten Platz mit dem Abstieg in die dritte Liga. Nach der ebenfalls schlechten Saison 2019/20 hier, gelang es die Spielzeit 2020/21 in der Gruppe B mit 54 Punkten als erster abzuschließen und aufzusteigen.

## Aktueller Kader
Stand: 23. Oktober 2024
| Nr. |                | Position | Name                    |
| --- | -------------- | -------- | ----------------------- |
| 1   | Saudi-Arabien  | TW       | Rafi Al-Ruwaili         |
| 3   | Marokko        | AB       | Ismaël Kandouss         |
| 4   | Saudi-Arabien  | MF       | Ziyad Al-Hunaiti        |
| 5   | Frankreich     | AB       | Kurt Zouma              |
| 6   | Saudi-Arabien  | MF       | Mohammed Al-Qarni       |
| 7   | Island         | ST       | Jóhann Berg Guðmundsson |
| 8   | Elfenbeinküste | MF       | Jean Michaël Seri       |
| 11  | Saudi-Arabien  | AB       | Hamed Al-Maghati        |
| 12  | Saudi-Arabien  | AB       | Nawaf Al-Qamiri         |
| 13  | Saudi-Arabien  | AB       | Ibrahim Al-Zubaidi      |
| 18  | Saudi-Arabien  | AB       | Abdulmalek Al-Shammari  |
| 21  | Ghana          | ST       | Emmanuel Boateng        |
| 22  | Saudi-Arabien  | TW       | Saud Al-Rawili          |
| 23  | England        | ST       | Brad Young              |
| 27  | Saudi-Arabien  | ST       | Fawaz Al-Terais         |

| Nr. |               | Position | Name                   |
| --- | ------------- | -------- | ---------------------- |
| 28  | Belgien       | TW       | Gaëtan Coucke          |
| 29  | Saudi-Arabien | ST       | Fahad Aqeel Al-Zubaidi |
| 32  | Saudi-Arabien | ST       | Sattam Al-Ruqi         |
| 33  | Saudi-Arabien | AB       | Husein Al-Shuwaish     |
| 37  | Spanien       | ST       | Cristian Tello         |
| 66  | Saudi-Arabien | AB       | Mohammed Barnawi       |
| 66  | Saudi-Arabien | AB       | Ashrf Al-Shamari       |
| 70  | Saudi-Arabien | AB       | Abdulrahman Al-Anazi   |
| 73  | Saudi-Arabien | MF       | Karlo Muhar            |
| 77  | Saudi-Arabien | TW       | Abdulbari Al-Deraan    |
| 80  | Saudi-Arabien | MF       | Fahad Al-Rashidi       |
| 88  | Saudi-Arabien | MF       | Abdulaziz Al-Fhaigi    |
| 90  | Saudi-Arabien | ST       | Mohammed al-Saiari     |
| 99  | Saudi-Arabien | MF       | Fahad Magrshi          |

## Erfolge
- Saudi First Division League
  - Sieger: 2012/13
- Saudi Second Division League: 2007/08
  - Sieger: 2007/08
  - 2. Platz: 1998/99, 2020/21